# 咸鏡道
咸鏡道（かんきょうどう、함경도 ハムギョンド）は、李氏朝鮮の行政区分・朝鮮八道の一つ。1467年から1470年までと1498年から1896年まで使われていた名称。1896年に咸鏡北道と咸鏡南道に分割された。西を平安道と接し、南を江原道と接し、北は中国と国境を接していた。
咸鏡道という名称は主要都市の咸州と鏡城（咸鏡北道鏡城郡）から取ったものである。

## 略史
朝鮮半島の東北部に位置し、朝鮮三国時代の一国である高句麗が領有しており、後に渤海が領有した。渤海が滅びると北部は女真族の地となり、朝鮮半島の王朝が占有していたのは南部のみとなった。高麗末期から李氏朝鮮初期にかけては東北面と呼ばれていた。太宗13年（1413年）に永吉道（永興・吉州より、永興は太祖李成桂の故郷）と改名され、道に組み込まれる。さらに太宗16年（1416年）咸吉道（咸州と吉州より）に改名された。
初めて咸鏡道と言う名前が出てくるのは世祖13年（1467年）であるが、成宗元年（1470年）に李施愛の乱に加担した李仲和の出身地・咸興が、府から郡への格下げと観察使営も永興に移されたことから、永安道（永興・安辺より、安辺は現在の北朝鮮の江原道安辺郡）と改称された。
永安道から咸鏡道に再び改名されたのは燕山君4年（1498年）4月4日である。

## 「経国大典」による道内地方区分

### 府（長官：府尹）
- 永興府

### 大都護府（長官：大都護府使）
- 安辺大都護府

### 都護府（長官：都護府使）
- 鏡城都護府、慶源都護府、会寧都護府、鍾城都護府、穏城都護府、慶興都護府、富寧都護府、北青都護府、徳源都護府、定平都護府、甲山都護府

### 郡（長官：郡守）
- 三水郡、文川郡、高原郡、端川郡、咸興郡

### 県（長官：県監）
- 洪原県、利城県、吉城県、明川県

## 出身有名人
- 李施愛（李施愛の乱の首謀者）